# ارباب‌نشین رمله

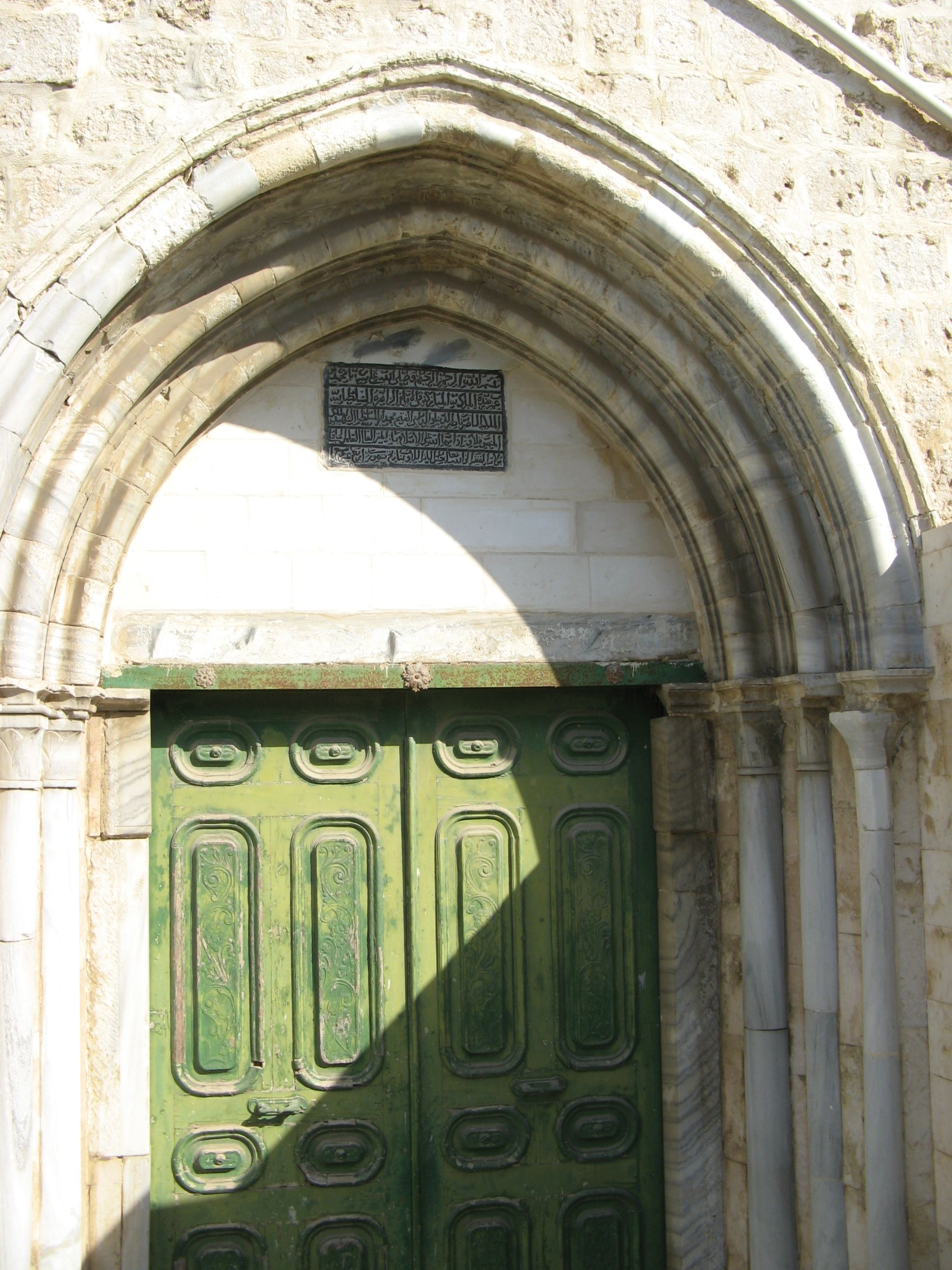
کلیسای جامع کاتولیک رمله (یا راملا) که در قرن سیزدهم به مسجد تغییر داده شد.

ارباب‌نشین رمله (انگلیسی: Lordship of Ramla)، یکی از حکومت‌های صلیبی که پس از نخستین جنگ صلیبی تأسیس شد. این ارباب‌نشین پس از تأسیس مبدل به یکی از قلمروهای تابع پادشاهی اورشلیم شد با این حال در بیشتر مواقع تابع کنت‌نشین یافا و اشکلون بود.

## فهرست اربابان
- بالدوین یکم رمله، (۱۱۳۴–۱۱۳۸)
- باریسان ابلین (۱۱۳۸–۱۱۵۰)
- ماناسس یرژ (۱۱۵۰–۱۱۵۲)
- هیو ابلین (۱۱۵۲–۱۱۶۹)
- بالدوین ابلین (۱۱۶۹–۱۱۸۶)
- توماس ابلین (۱۱۸۶–۱۱۸۸)
- فتح رمله توسط ایوبیان (۱۱۸۷–۱۱۹۱)
- بالین ابلین (۱۱۹۱–۱۱۹۳)
- جان ابلین (۱۱۹۳–۱۲۴۷)
- مبدل به بخشی از کنت‌نشین یافا و اشکلون (۱۲۴۷)